# Anophiura planissima
Anophiura planissima är en ormstjärneart som beskrevs av Hubert Lyman Clark 1939. Anophiura planissima ingår i släktet Anophiura och familjen Ophiolepididae. Inga underarter finns listade i Catalogue of Life.